# Daisuke Itō (kierowca wyścigowy)
Daisuke Itō (jap. 伊藤大輔 Itō Daisuke; ur. 5 listopada 1975 roku w prefekturze Mie) – japoński kierowca wyścigowy.

## Kariera
Itō rozpoczął karierę w międzynarodowych wyścigach samochodowych w 1996 roku od startów w Japońskiej Formule 3, gdzie jednak nie zdobywał punktów. W późniejszych latach Japończyk pojawiał się także w stawce Grand Prix Makau, Super GT, Formuła 3 Korea Super Prix, USAC Formula Russell Championship, 1000 km Suzuka, Japan GT Festival in Malaysia, Autobacs Cup All Japan GT Championship, Formuły Nippon oraz 24-godzinnego wyścigu Le Mans.

## Wyniki w 24h Le Mans
| Rok  | Zespół           | Partnerzy                      | Samochód       | Klasa | Okr. | Poz. | Klasa Pos. |
| ---- | ---------------- | ------------------------------ | -------------- | ----- | ---- | ---- | ---------- |
| 2008 | Dome Racing Team | Tatsuya Kataoka Yūji Tachikawa | Dome S102-Judd | LMP1  | 272  | 33   | 13         |